# Верхне-Териберская ГЭС
Верхне-Териберская ГЭС (также встречается написание Верхнетериберская ГЭС) — гидроэлектростанция в Мурманской области России. Расположена на реке Териберка. Является верхней ступенью каскада Териберских ГЭС.  Верхне-Териберская ГЭС – самая высоконапорная гидроэлектростанция на Северо-Западе России. Вода подается по водоводу длиной 1,5 км к единственному гидроагрегату мощностью 130 МВт.
Верхне-Териберская ГЭС образует Верхнетериберское водохранилище. ГЭС Расположена в 12,4 км от устья.

## История
Введена в эксплуатацию 6 ноября 1984 года. Станции Териберского каскада возводились вахтовым методом, в труднодоступной местности.

## Описание
ГЭС построена по плотинно-деривационному типу. Верхне-Териберская и Нижне-Териберская ГЭС работают в пиковой части графика нагрузок, являются резервом мощности энергосистемы. Управляются с пульта Серебрянской ГЭС-1.
Состав сооружений ГЭС:
- земляная насыпная плотина длиной 368 м и наибольшей высотой 43 м;
- северные дамбы общей длиной 240 м и наибольшей высотой 16 м;
- правобережная дамба длиной 550 м и наибольшей высотой 15 м;
- водосбросная бетонная плотина длиной 14 м;
- соединительный и подводящий каналы общей длиной 892 м;
- водоприемник;
- железобетонный водовод длиной 152 м;
- туннельный водовод длиной 1332 м;
- здание ГЭС длиной 36,6 м;
- отводящий канал длиной 572 м.

Установленная электрическая мощность ГЭС — 130 МВт, среднегодовая выработка — 263,5 млн кВт·ч. В здании ГЭС установлен 1 радиально-осевой гидроагрегат мощностью 130 МВт, работающий при расчетном напоре 111 м.
Верхнетериберское водохранилище ГЭС является регулирующим для всего каскада. Площадь водохранилища 31,1 км², полная и полезная ёмкость 452 и 290 млн м³.